# Rotadiscus takakaensis
Rotadiscus takakaensis är en snäckart som först beskrevs av Frank Climo 1981.  Rotadiscus takakaensis ingår i släktet Rotadiscus och familjen Charopidae. Inga underarter finns listade i Catalogue of Life.